# Заворотнюк Андрій Петрович
Андрій Петрович Заворотнюк (нар. 1 березня 1977, Березівський район, Одеська область, Українська РСР) — український футболіст, нападник.

## Життєпис
Вихованець одеського «Чорноморця». За рідну команду дебютував у 1998 році. Протягом кар'єри нападник переважно виступав за різні клуби першої та другої ліги. Лише у сезоні 1999/2000 років виїхав до Молдови, де провів один рік у колективі Національного дивізіону «Тилігул». 2005 року українець грав у російському першому дивізіоні за липецький «Металург». Всього за команду Заворотнюк провів 15 матчів та відзначився одним голом у ворота «Петротресту».
Завершив кар'єру у київському ЦСКА.